# St. Louis Film Critics Association Award per il miglior film
Il St. Louis Film Critics Association Award per il miglior film è uno dei premi annuali conferiti dal St. Louis Film Critics Association.

## Vincitori

### Anni 2000
- 2004
  - The Aviator, regia di Martin Scorsese
- 2005
  - I segreti di Brokeback Mountain (Brokeback Mountain), regia di Ang Lee
  - Truman Capote - A sangue freddo (Capote), regia di Bennett Miller
  - Cinderella Man - Una ragione per lottare (Cinderella Man), regia di Ron Howard
  - The Constant Gardener - La cospirazione (The Constant Gardener), regia di Fernando Meirelles
  - Good Night, and Good Luck., regia di George Clooney
  - Match Point, regia di Woody Allen
  - Lady Henderson presenta (Mrs Henderson Presents), regia di Stephen Frears
  - Syriana, regia di Stephen Gaghan
- 2006
  - The Departed - Il bene e il male, regia di Martin Scorsese
  - Blood Diamond - Diamanti di sangue (Blood Diamond), regia di Edward Zwick
  - Dreamgirls, regia di Bill Condon
  - Flags of Our Fathers, regia di Clint Eastwood
  - The Good Shepherd - L'ombra del potere (The Good Shepherd), regia di Robert De Niro
  - L'ultimo re di Scozia (The Last King of Scotland), regia di Kevin Macdonald
  - Diario di uno scandalo (Notes on a Scandal), regia di Richard Eyre
  - The Queen - La regina (The Queen), regia di Stephen Frears
  - United 93, regia di Paul Greengrass
- 2007
  - Non è un paese per vecchi (No Country for Old Men), regia di Joel ed Ethan Coen
  - L'assassinio di Jesse James per mano del codardo Robert Ford (The Assassination of Jesse James by the Coward Robert Ford), regia di Andrew Dominik
  - Lo scafandro e la farfalla (Le scaphandre et le papillon), regia di Julian Schnabel
  - Into the Wild - Nelle terre selvagge (Into the Wild), regia di Sean Penn
  - Juno, regia di Jason Reitman
  - Il cacciatore di aquiloni (The Kite Runner), regia di Marc Forster
  - Sweeney Todd - Il diabolico barbiere di Fleet Street (Sweeney Todd: The Demon Barber of Fleet Street), regia di Tim Burton
  - Espiazione (Atonement), regia di Joe Wright
  - Michael Clayton, regia di Tony Gilroy
  - Il petroliere (There Will Be Blood), regia di Paul Thomas Anderson
- 2008
  - Il curioso caso di Benjamin Button (The Curious Case of Benjamin Button), regia di David Fincher
  - Milk, regia di Gus Van Sant
  - The Millionaire (Slumdog Millionaire), regia di Danny Boyle
  - Il cavaliere oscuro (The Dark Knight), regia diChristopher Nolan
  - Frost/Nixon - Il duello (Frost/Nixon), regia di Ron Howard
- 2009
  - Tra le nuvole (Up in the Air), regia di Jason Reitman
  - (500) giorni insieme ((500) Days of Summer), regia di Marc Webb
  - An Education, regia di Lone Scherfig
  - The Hurt Locker, regia di Kathryn Bigelow
  - Invictus - L'invincibile (Invictus), regia di Clint Eastwood
  - Precious, regia di Lee Daniels
  - Up, regia di Pete Docter e Bob Peterson

### Anni 2010
- 2010
  - The Social Network, regia di David Fincher
  - Il cigno nero (Black Swan), regia di Darren Aronofsky
  - The Fighter, regia di David O. Russell
  - Inception, regia di Christopher Nolan
  - Il discorso del re (The King's Speech), regia di Tom Hooper
- 2011
  - The Artist, regia di Michel Hazanavicius
  - 2º classificato: Paradiso amaro (The Descendants), regia di Alexander Payne
  - Drive, regia di Nicolas Winding Refn
  - Marilyn (My Week with Marilyn), regia di Simon Curtis
  - The Tree of Life, regia di Terrence Malick
- 2012
  - Argo, regia di Ben Affleck
  - 2º classificato: Vita di Pi (Life of Pi), regia di Ang Lee
  - 2º classificato: Lincoln, regia di Steven Spielberg
  - Django Unchained, regia di Quentin Tarantino
  - Moonrise Kingdom - Una fuga d'amore (Moonrise Kingdom), regia di Wes Anderson
  - Zero Dark Thirty, regia di Kathryn Bigelow
- 2013
  - 12 anni schiavo (12 Years a Slave), regia di Steve McQueen
  - 2º classificato: American Hustle - L'apparenza inganna (American Hustle), regia di David O. Russell
  - Gravity, regia di Alfonso Cuarón
  - Lei (Her), regia di Spike Jonze
  - Nebraska, regia di Alexander Payne
- 2014
  - Boyhood, regia di Richard Linklater
  - Birdman, regia di Alejandro González Iñárritu
  - L'amore bugiardo - Gone Girl (Gone Girl), regia di David Fincher
  - Grand Budapest Hotel (The Grand Budapest Hotel), regia di Wes Anderson
  - The Imitation Game, regia di Morten Tyldum
- 2015
  - Il caso Spotlight (Spotlight), regia di Tom McCarthy
  - 2º classificato: Inside Out, regia di Pete Docter e Ronnie del Carmen
  - Mad Max: Fury Road, regia di George Miller
  - Revenant - Redivivo (The Revenant), regia di Alejandro González Iñárritu
  - Room, regia di Lenny Abrahamson
- 2016
  - La La Land, regia di Damien Chazelle
  - 2º classificato (ex aequo): Hell or High Water, regia di David Mackenzie
  - 2º classificato (ex aequo): Manchester by the Sea, regia di Kenneth Lonergan
  - Arrival, regia di Denis Villeneuve
  - Moonlight, regia di Barry Jenkins
- 2017
  - La forma dell'acqua - The Shape of Water (The Shape of Water), regia di Guillermo del Toro
  - Tre manifesti a Ebbing, Missouri (Three Billboards Outside Ebbing, Missouri), regia di Martin McDonagh
  - The Post, regia di Steven Spielberg
  - Scappa - Get Out (Get Out), regia di Jordan Peele
  - Lady Bird, regia di Greta Gerwig
- 2018
  - A Star Is Born, regia di Bradley Cooper
  - BlacKkKlansman, regia di Spike Lee
  - Roma, regia di Alfonso Cuarón
  - Vice - L'uomo nell'ombra (Vice), regia di Adam McKay
  - First Reformed - La creazione a rischio (First Reformed), regia di Paul Schrader
- 2019
  - C'era una volta a... Hollywood (Once Upon a Time... in Hollywood), regia di Quentin Tarantino
  - 1917, regia di Sam Mendes
  - Dolemite Is My Name, regia di Craig Brewer
  - The Irishman, regia di Martin Scorsese
  - Jojo Rabbit, regia di Taika Waititi
  - Piccole donne (Little Women), regia di Greta Gerwig
  - Un lungo viaggio nella notte (地球最後的夜晚), regia di Bi Gan
  - Storia di un matrimonio (Marriage Story), regia di Noah Baumbach
  - I due papi (The Two Popes), regia di Fernando Meirelles
  - Waves, regia di Trey Edward Shults

### Anni 2020
- 2020
  - Nomadland, regia di Chloé Zhao
  - First Cow, regia di Kelly Reichardt
  - Sto pensando di finirla qui (I'm Thinking of Ending Things), regia di Charlie Kaufman
  - Una donna promettente (Promising Young Woman), regia di Emerald Fennell
  - Il processo ai Chicago 7 (The Trial of the Chicago 7), regia di Aaron Sorkin
- 2021[2][3]
  - Licorice Pizza, regia di Paul Thomas Anderson
  - Belfast, regia di Kenneth Branagh
  - Il potere del cane (The Power of the Dog), regia di Jane Campion
  - The Tragedy of Macbeth, regia di Joel Coen
  - West Side Story, regia di Steven Spielberg
- 2022[4]
  - Everything Everywhere All at Once, regia di Daniel Kwan e Daniel Scheinert
  - Gli spiriti dell'isola (The Banshees of Inisherin), regia di Martin McDonagh
  - Elvis, regia di Baz Luhrmann
  - Anche io (She Said), regia di Maria Schrader
  - Women Talking, regia di Sarah Polley
- 2023[5]
  - Oppenheimer, regia di Christopher Nolan
  - Barbie, regia di Greta Gerwig
  - American Fiction, regia di Cord Jefferson
  - Anatomia di una caduta (Anatomie d'une chute), regia di Justine Triet
  - The Holdovers - Lezioni di vita (The Holdovers), regia di Alexander Payne
  - Killers of the Flower Moon, regia di Martin Scorsese
  - Maestro, regia di Bradley Cooper
  - May December, regia di Todd Haynes
  - Past Lives, regia di Celine Song
  - La zona d'interesse (The Zone of Interest), regia di Jonathan Glazer
- 2024[6]
  - Dune - Parte due (Dune: Part Two), regia di Denis Villeneuve
  - Anora, regia di Sean Baker
  - The Brutalist, regia di Brady Corbet
  - A Complete Unknown, regia di James Mangold
  - Conclave, regia di Edward Berger
  - Nickel Boys, regia di RaMell Ross
  - Il seme del fico sacro (Dāne-ye anjīr-e ma'ābed), regia di Mohammad Rasoulof
  - September 5, regia di Tim Fehlbaum
  - Sing Sing, regia di Greg Kwedar
  - Wicked (Wicked: Part I), regia di Jon M. Chu